# Клеопов Юрій Дмитрович
Юрій Дмитрович Клеопов (9 (22) серпня 1902, Городище — 13 липня 1943, Сміла) — український геоботанік, флорист, систематик, флорогенетик, засновник відділу геоботаніки Інституту ботаніки АН УРСР. Кандидат біологічних наук (1929), професор (1934).

## Біографія
Народився 22 (9) серпня 1902 в Городищі на Черкащині, дитинство і юність провів у Великій Яблунівці. Його батько, Дмитро Степура закінчив медичний факультет Київського імператорського університету Святого Володимира, був народним учителем, але вирішив стати священиком. Здобувши сан, Дмитро Степура став Клеоповим. Був розстріляний 1919 року більшовиками.
1924 року Юрій Клеопов закінчив Київський інститут народної освіти. Разом з ним у той час в інституті вчилися А. С. Лазаренко, П. Ф. Оксіюк, А. М. Окснер. Під час навчання розпочав наукові дослідження під керівництвом О. Фоміна, працював позаштатним співробітником у Ботанічному кабінеті та ГербаріїВУАН.
1925-27 — викладач Військово-політичної школи; 1927-29 — у сільсько-господарському інституті; 1929-31 — науковий співробітник, завідувач лабораторії, 1931-39 — завідувач відділу геоботаніки Інституту ботаніки АН УРСР; водночас 1934-41 — завідувач кафедри ботанічної географії Харківського університету.
Коли розпочалася війна, Юрій Клеопов у евакуацію не поїхав. За словами колег, 22 жовтня 1941 року, коли вже в Харкові йшли запеклі бої, останніми покинули місто і університет його ректор О. В. Сазонов, секретар партбюро В. Н. Петров, доценти біофаку І. Ф. Андрєєв і В. М. Масловський. Виїжджали вони підводою з біофаку. З ними був і Ю. Д. Клеопов, який збирався разом з ними покинути Харків, поклавши і свою валізу на підводу. Але в останній момент він розплакався, зняв свою валізу з підводи, попрощався з від'їжджаючими і залишився в Харкові. З 1 листопада 1941 року по 15 січня 1942 року Юрій Дмитрович працював у Харкові, потім повернувся до окупованого німцями Києва. Директором Інституту ботаніки тоді був відомий німецький ботанік, уродженець Одеси, Генріх Вальтер, який добре знав важливість наукових праць Клеопова, а тому відразу призначив його своїм заступником (українським директором). Під керівництвом Юрія Дмитровича працювала український ботанік Наталія Десятова-Шостенко, що теж лишилась в Києві. Згодом результати їхньої роботи використано у 12-томному виданні «Флора УРСР» (1938—1965), однак імена самих дослідників замовчувано.
Навесні 1943 року Юрій Клеопов виїхав досліджувати лікарські рослини у рідну Смілу. Влітку він потрапив до Смілянської лікарні із сильним головним болем. Згодом впав у кому і через декілька днів ученого не стало. Щодо причин смерті 40 річного науковця висувалися різні припущення — тиф, отруєння, діабет. На думку племінниці першої дружини Клеопова Ради Лисенко, Юрій Дмитрович помер від передозування хініну, яким лікував малярію, що час від часу у нього відновлювалася.
Поховали ученого в Смілі на старому польському кладовищі.

## Наукова діяльність
Автор класифікації географічних елементів неморальних лісів Східної Європи, досліджував їхнє походження, шляхи міграції. Вивчав вплив епейрогенічних коливань земної кори на розвиток і характер рослинності, процеси її історичного становлення, а також походження та час виникнення степів у Європі. Описав низку нових таксонів судинних рослин; особливу увагу приділяв систематиці родини гвоздикових, у складі якої описав численні таксони видового та внутрішньо-видового рангів із родів Dianthus L., Gypsophila L., Silene L. та ін. Разом із Є. Лавренком склав легенду до карти рослинності України. Підготував докторську дисертацію, яку (видана 1990 у Києві під назвою «Анализ флоры широколиственных лесов европейской части СССР»).
Через наукову співпрацю з німцями після війни на ім'я Ю. Д. Клеопова в СРСР було накладено табу. Численні збори вченого, які зберігаються в гербарії Інституту ботаніки ім. М. Г. Холодного НАН України, цитувалися лише знаком оклику (!). На захист доброго імені ученого став свого часу академік Б. Є. Патон. У 1990 р. учениця Юрія Клеопова Дарія Доброчаєва домоглася видання найґрунтовнішої праці Юрія Клеопова монографії «Анализ флоры широколиственных лесов европейской части СССР». Це була підготовлена українським ботаніком докторська дисертація, яку він не захистив у зв'язку з початком німецько-радянської війни. Ця праця являє собою зразок класичної флористико-геоботанічної роботи, в якій наведені оригінальні дані, що торкаються умов існування широколистяних лісів позатропічної частини Євразії та ботаніко-географічного районування її рослинності, розглянуто питання про генезис та історію розвитку флори, а також про її неморальні реліктові елементи, що підлягають охороні. Генріх Вальтер скористався машинописом цієї праці при написанні власної монографії. Рецензент українського видання Юрій Прокудін відгукується про клеоповську монографію як про «визначну працю, яка повинна стати настільною книгою кожного, хто вважає себе справжнім ботаніком».

## Природоохоронна діяльність
В кінці 1920-х та на початку 1930-х років був кореспондентом Українського комітету охорони пам'яток природи, у 1933 році виконував функції секретаря Київської природоохоронної інспектури цього комітету. У 1927—1928 роках був відряджений до Маріупольщини для проектування заповідників Хомутовський степ та Кам'яні могили, про що у збірках Комітету опубліковані звіти дослідника,.

## Хобі
Ставши студентом, Юрій Клеопов канікули завжди проводив у рідній Великій Яблунівці, де пройшли його дитинство і юність. Разом з товаришами він інсценізував п'єси українських авторів. Особливу популярність у великояблунівців мав відтворений ним образ Бонавентури-копача з п'єси І. К. Карпенка-Карого «Сто тисяч».
Вже у зрілому віці почав писати вірші, в яких оспівував природу, чудово декламував лірику, захоплювався оперною музикою і романсами, вміло грав у шахи, разом із дружиною Євгенією Полонською відвідував студію танців при Будинку вчених Академії наук.

## Родина
Юрій Дмитрович Клеопов був одружений двічі. Перша дружина Євгенія Тимофіївна Полонська — дослідник флори України, зокрема її центральної частини, зібрала великий гербарій, виховала не одне покоління студентів-ботаніків Київського державного університету ім. Т. Г. Шевченка у довоєнний час. Завдяки їй збереглася цінна рукописна спадщина. Згодом Євгенія Тимофіївна передала її в Україну, де вона була опублікована. 1935 року у Юрія Дмитровича почалися неприємності в Київському лісовому інституті, і він перебрався до Харкова. Євгенія Тимофіївна якраз на той час отримала непогану роботу у Київському університеті, яку кидати не хотіла. Декілька років Клеопов чекав на неї, але потім одружився зі своєю колишньою студенткою Катериною Сергіївною Домонтович. Від першого шлюбу Клеопов мав сина Левка, від другого — Олексія. Після повернення 1942 року Юрія Дмитровича до Києва, він працював разом зі своєю колишньою дружиною. Згодом обидві жінки разом з синами евакуювалися з Києва, жили разом у Німеччині в таборі для репатріантів. Генріх Вальтер допомагав дружинам свого колеги у найтяжчі дні евакуації. Після війни Катерина Домонтович-Клеопова повернулася з сином Олексієм в Україну. А Євгенія Полонська-Клеопова з Левком переїхала до США в штат Колорадо.

## Вшанування пам'яті
10-12 листопада 2002 р. у Києві пройшла Міжнародна наукова конференція «Ю. Д. Клеопов та сучасна ботанічна наука», присвячена 100-річчю від дня народження українського ботаніка.